# Distrito electoral de Golconda n.º 1
Golconda No. 1 (en inglés: Golconda No. 1 Precinct) es un distrito electoral ubicado en el condado de Pope en el estado estadounidense de Illinois. En el Censo de 2010 tenía una población de 707 habitantes y una densidad poblacional de 5,55 personas por km².

## Geografía
Según la Oficina del Censo de los Estados Unidos, tiene una superficie total de 127.45 km², de la cual 124.23 km² corresponden a tierra firme y (2.53%) 3.23 km² es agua.

## Demografía
Según el censo de 2010, había 707 personas residiendo en Golconda n.º 1. La densidad de población era de 5,55 hab./km². De los 707 habitantes, Golconda n.º 1 estaba compuesto por el 97.31% blancos, el 0.57% eran afroamericanos, el 0.71% eran amerindios, el 0.28% eran asiáticos, el 0% eran isleños del Pacífico, el 0.28% eran de otras razas y el 0.85% pertenecían a dos o más razas. Del total de la población el 0.99% eran hispanos o latinos de cualquier raza.